# 長野自動車道
長野自動車道（ながのじどうしゃどう、英語: NAGANO EXPWY）は、長野県岡谷市の岡谷ジャンクション (JCT) から長野県千曲市の更埴JCTに至る高速道路である。略称は長野道（ながのどう）。
高速道路ナンバリングによる路線番号は、中央自動車道（岡谷JCT - 小牧JCT間）とともに 「E19」が割り振られている。

## 概要
長野県中央部を縦断する高速道路であり、概ね国道19号と並走している（ただし、国道19号との重複区間を含み松本ICから更埴JCT間は国道403号がより近い）。長野県南部の中央自動車道と北部の上信越自動車道を連絡しており、東海地方や中央道沿線と北陸地方を結ぶ役割を果たしている。また、北関東自動車道の全線開通後は、東北・北関東方面と東海・関西方面を、東京都内を経由せずに高速道路のみで往来できるルートとして重要度が増した。

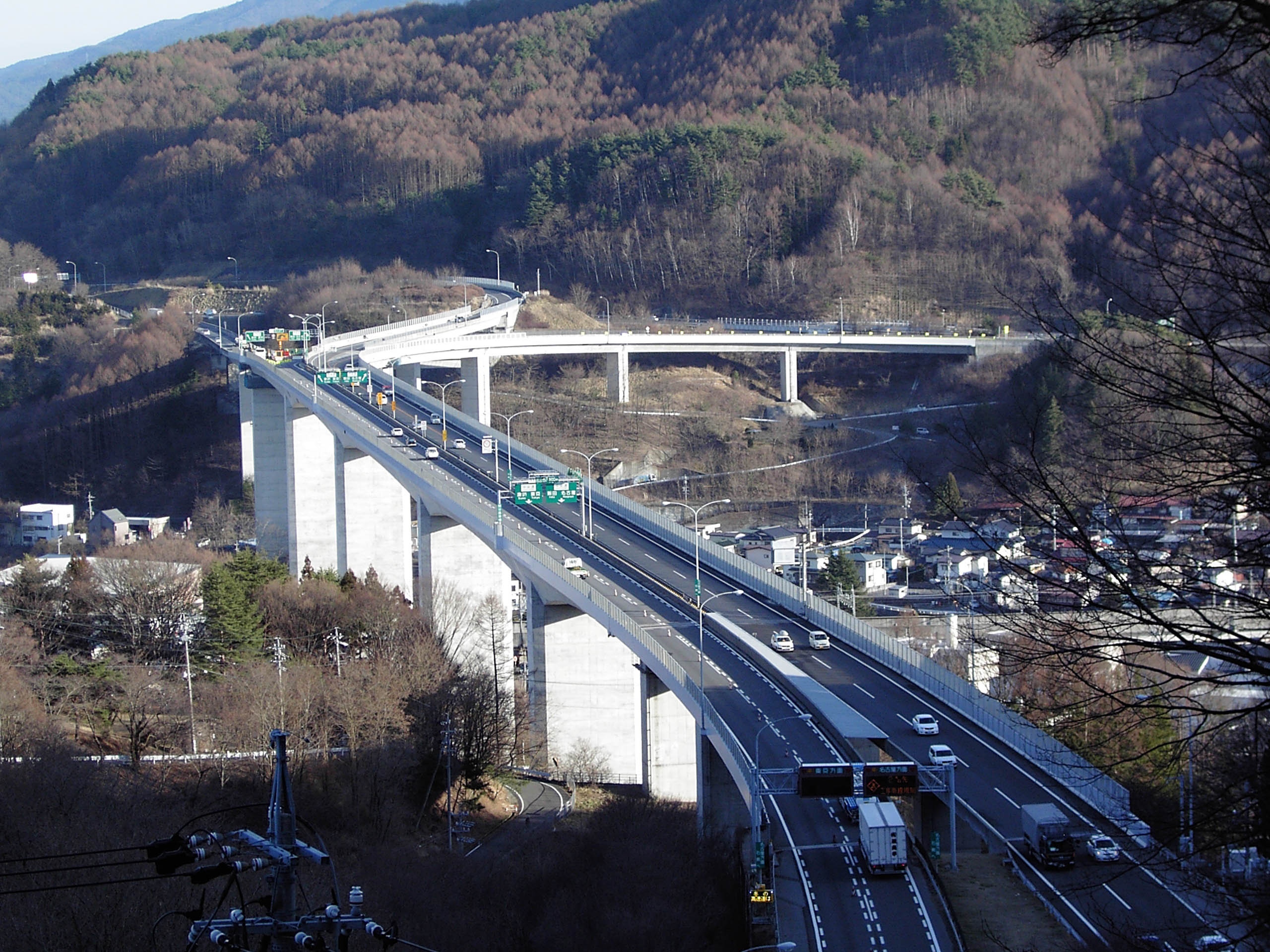
岡谷JCT付近

法律上の正式な路線名は、中央自動車道長野線である。中央自動車道長野線は、東京都杉並区から長野県長野市に至る路線であり、東京都杉並区 - 山梨県大月市は中央自動車道富士吉田線と、東京都杉並区 - 長野県岡谷市は中央自動車道西宮線と、さらに長野県千曲市 - 長野県長野市は関越自動車道上越線と重複している。重複している区間は、中央道、上信越道として開通しているため、長野道は中央自動車道長野線のうち、それらの残余の区間ということができる。
日本道路公団が建設・管理していたが、2005年10月1日の道路関係四公団民営化以降、岡谷JCT - 安曇野インターチェンジ (IC)（安曇野ICを含む、民営化時は豊科IC）間を中日本高速道路（NEXCO中日本）が、安曇野IC - 更埴JCT間を東日本高速道路（NEXCO東日本）が管理している。

## インターチェンジなど
- 全区間長野県内に所在。
- IC番号欄の背景色が■である区間は既開通区間に存在する。施設欄の背景色が■である区間は未開通区間または未供用施設に該当する。未開通区間の名称は仮称である。
- (数字)は、他路線の番号。<数字>は、予定番号。
- スマートインターチェンジ (SIC) は背景色■で示す。
- 路線名の特記がないものは市道。
- バスストップ (BS) のうち、○/●は運用中、◆は休止中の施設。無印はBSなし。
- 略字は、JCTはジャンクション、ICはインターチェンジ、PAはパーキングエリア、SAはサービスエリアをそれぞれ示す。

| IC 番号                        | 施設名                 | 接続路線名                            | 岡谷JCT から (km) | BS               | 備考                                                  | 所在地   | 所在地 |
| ------------------------------ | ---------------------- | ------------------------------------- | ----------------- | ---------------- | ----------------------------------------------------- | -------- | ------ |
| 21                             | 岡谷JCT                | E19 / E20 中央自動車道                | 0.0               | -                |                                                       | 岡谷市   | 岡谷市 |
| 1                              | 岡谷IC/ 岡谷（今井）BS | 国道20号 （下諏訪岡谷バイパス）       | 3.7               | ○                |                                                       | 岡谷市   | 岡谷市 |
| -                              | みどり湖PA             | -                                     | 8.4               | ○                |                                                       | 塩尻市   | 塩尻市 |
| 2                              | 塩尻IC                 | 国道20号（塩尻バイパス）              | 10.9              | ◆                | BSは休止中                                            | 塩尻市   | 塩尻市 |
| -                              | 広丘野村BS             | -                                     | 14.1              | ○                |                                                       | 塩尻市   | 塩尻市 |
| 3                              | 塩尻北IC               | 県道27号松本空港塩尻北インター線      | 17.6              | ◆                | BSは休止中                                            | 塩尻市   | 塩尻市 |
| -                              | 神林BS                 | -                                     | 21.0              | ○                |                                                       | 松本市   | 松本市 |
| -                              | 松本JCT                | E67 中部縦貫自動車道 （松本波田道路） | 22.6              | -                | 事業中                                                | 松本市   | 松本市 |
| 4                              | 松本IC                 | 国道158号                             | 25.8              | ○                |                                                       | 松本市   | 松本市 |
| 4-1                            | 梓川SA/SIC             | 県道48号松本環状高家線（下り線）      | 29.1              |                  | 長野・上田方面                                        | 松本市   | 松本市 |
| 4-1                            | 梓川SA/SIC             | 県道48号松本環状高家線（下り線）      | 29.9              | 東京・名古屋方面 | 安曇野市                                              | 安曇野市 |        |
| 5                              | 安曇野IC               | 県道57号安曇野インター堀金線          | 33.1              | ○                | 安曇野市                                              | 安曇野市 |        |
| -                              | 安曇野北IC             | 松本糸魚川連絡道路 （安曇野道路）     |                   |                  | 安曇野市                                              | 安曇野市 | 計画中 |
| -                              | 明科BS                 | -                                     | 36.5              | ○                | 安曇野市                                              | 安曇野市 |        |
| -                              | 四賀BS/緊急進入路      | -                                     | 40.5              | ○                | 一般車進入禁止                                        | 松本市   | 松本市 |
| 5-1                            | 筑北SIC/緊急進入路     | 国道403号 村道滝上北線                | 47.3              |                  | 緊急進入路は一般車進入禁止 本城BSは2020年12月31日廃止 | 東筑摩郡 | 筑北村 |
| -                              | 坂北BS                 | -                                     | 51.5              | ○                |                                                       | 東筑摩郡 | 筑北村 |
| -                              | 筑北PA                 | -                                     | 52.8              |                  |                                                       | 東筑摩郡 | 筑北村 |
| -                              | 筑北PA                 | -                                     | 52.8              | 麻績村           |                                                       | 東筑摩郡 |        |
| 6                              | 麻績IC                 | 国道403号                             | 56.3              | ○                |                                                       | 東筑摩郡 |        |
| 6-1                            | 姨捨SA/SIC             |                                       | 63.6              | ○                | SICは松本方面への出入口のみ                           | 千曲市   | 千曲市 |
| 7                              | 更埴IC                 | 国道18号 （上田篠ノ井バイパス）       | 74.9              | ○                |                                                       | 千曲市   | 千曲市 |
| 12                             | 更埴JCT                | E18 上信越自動車道（藤岡・東京方面）  | 75.8              | -                |                                                       | 千曲市   | 千曲市 |
| E18 上信越自動車道（上越方面） |                        |                                       |                   |                  |                                                       |          |        |

- 姨捨SA - 更埴ICにはチェーン脱着場（チェーンベース）が1か所ある。

## 歴史
| 1986 | (3月)岡谷JCT - 岡谷IC                     |
| 1987 |                                           |
| 1988 | (3月)岡谷IC - 松本IC (8月)松本IC - 豊科IC |
| 1989 |                                           |
| 1990 |                                           |
| 1991 |                                           |
| 1992 |                                           |
| 1993 | (3月)豊科IC - 更埴JCT                     |

- 1986年（昭和61年）3月25日 : 岡谷JCT - 岡谷IC間が中央道扱いとして開通。
- 1988年（昭和63年）
  - 3月5日 : 岡谷IC - 松本IC間開通。岡谷JCT - 岡谷IC間を長野道に編入。
  - 8月3日 : 松本IC - 豊科IC（現・安曇野IC）間開通。
- 1993年（平成5年）3月25日 : 豊科IC - 更埴JCT間開通によって全線開通し、上信越道と接続[6]。
- 2005年（平成17年）10月1日 : 日本道路公団民営化に伴い岡谷JCT - 豊科IC間はNEXCO中日本、豊科IC - 更埴JCT間はNEXCO東日本にそれぞれ継承。
- 2006年（平成18年）10月1日 : 姨捨スマートIC供用開始。
- 2010年（平成22年）11月27日 : 梓川スマートIC供用開始。
- 2012年（平成24年）10月7日 : 豊科ICから「安曇野IC」にIC名称変更。
- 2018年（平成30年）6月1日 : 姨捨スマートICの利用可能時間帯が24時間に拡大される[7]。
- 2023年（令和5年）12月17日 : 筑北スマートIC供用開始[8]。

## 路線状況

### 車線・最高速度
| 区間               | 車線   | 車線   | 車線   | 最高速度         | 最高速度              | 最高速度          | 設計速度 | 備考 |
| 区間               | 上下線 | 上り線 | 下り線 | 大特 三輪・牽引  | 大型貨物 特定中型貨物 | 左記を除く車両    | 設計速度 | 備考 |
| ------------------ | ------ | ------ | ------ | ---------------- | --------------------- | ----------------- | -------- | ---- |
| 岡谷JCT - 塩嶺TN   | 4      | 2      | 2      | 70 km/h （指定） | 70 km/h （指定）      | 70 km/h （指定）  | 80 km/h  |      |
| 塩嶺TN - 塩尻IC    | 4      | 2      | 2      | 80 km/h （法定） | 80 km/h （指定）      | 80 km/h （指定）  | 80 km/h  |      |
| 塩尻IC - 安曇野IC  | 4      | 2      | 2      | 80 km/h （法定） | 90 km/h （法定）      | 100 km/h （法定） | 100 km/h |      |
| 安曇野IC - 更埴JCT | 4      | 2      | 2      | 80 km/h （法定） | 80 km/h （指定）      | 80 km/h （指定）  | 80 km/h  |      |

### 道路施設

#### サービスエリア・パーキングエリア
売店は筑北パーキングエリア (PA) を除く全てのエリアに設置されている。レストランは全てのサービスエリアに設置されているが、ガソリンスタンドは梓川SA（上下線とも24時間営業）のみに設置されている。
24時間営業の売店があるエリアは梓川サービスエリア (SA) のみである。

#### 主なトンネルと橋
| 区間              | 名称           | 長さ(上り線) | 長さ(下り線) |
| ----------------- | -------------- | ------------ | ------------ |
| 岡谷JCT - 岡谷IC  | 岡谷高架橋     | 593 m        | 578.3 m      |
| 岡谷JCT - 岡谷IC  | 岡谷トンネル   | 1,386 m      | 1,450 m      |
| 岡谷IC - 塩尻IC   | 塩嶺トンネル   | 1,707 m      | 1,800 m      |
| 安曇野IC - 麻績IC | 犀川橋         | 658.0 m      | 654.0 m      |
| 安曇野IC - 麻績IC | 明科トンネル   | 2,536 m      | 2,512 m      |
| 安曇野IC - 麻績IC | 立峠トンネル   | 3,598 m      | 3,629 m      |
| 麻績IC - 更埴IC   | 麻績トンネル   | 570 m        | 601 m        |
| 麻績IC - 更埴IC   | 一本松トンネル | 3,203 m      | 3,191 m      |
| 麻績IC - 更埴IC   | 千曲川橋       | 532.7 m      | 532.7 m      |

##### トンネルの数
| 区間                  | 上り線 | 下り線 |
| --------------------- | ------ | ------ |
| 岡谷JCT - 岡谷IC      | 1      | 1      |
| 岡谷IC - みどり湖PA   | 1      | 1      |
| みどり湖PA - 安曇野IC | 0      | 0      |
| 安曇野IC - 筑北PA     | 2      | 2      |
| 筑北PA - 麻績IC       | 0      | 0      |
| 麻績IC - 姨捨SA       | 2      | 2      |
| 姨捨SA - 更埴IC       | 5      | 5      |
| 更埴IC - 更埴JCT      | 0      | 0      |
| 合計                  | 11     | 11     |

### 道路管理者
- NEXCO中日本 東京支社[9]
  - 松本保全・サービスセンター : 岡谷JCT - 安曇野IC（安曇野ICを含む）
- NEXCO東日本 関東支社
  - 長野管理事務所 : 安曇野IC - 更埴JCT[10]

#### ハイウェイラジオ
- 塩尻（塩尻IC - 塩尻北IC）

### 交通量
24時間交通量（台）　道路交通センサス
| 区間                 | 平成11（1999）年 | 平成17（2005）年度 | 平成22（2010）年度 | 平成27（2015）年度 | 令和3（2021）年度 |
| -------------------- | ---------------- | ------------------ | ------------------ | ------------------ | ----------------- |
| 岡谷JCT - 岡谷IC     | 39,893           | 43,549             | 43,059             | 49,299             | 39,592            |
| 岡谷IC - 塩尻IC      | 40,356           | 44,202             | 44,775             | 50,688             | 40,872            |
| 塩尻IC - 塩尻北IC    | 36,477           | 39,555             | 40,459             | 46,179             | 36,891            |
| 塩尻北IC - 松本IC    | 32,927           | 35,473             | 36,528             | 41,746             | 33,700            |
| 松本IC - 梓川SASIC   | 31,505           | 33,864             | 35,085             | 40,014             | 32,938            |
| 梓川SASIC - 安曇野IC | 31,505           | 33,864             | 35,085             | 38,899             | 31,604            |
| 安曇野IC - 麻績IC    | 24,370           | 27,132             | 28,826             | 31,913             | 25,661            |
| 麻績IC - 姨捨SA/SIC  | 23,849           | 26,679             | 28,462             | 31,791             | 25,931            |
| 姨捨SA/SIC - 更埴IC  | 23,849           | 26,390             | 27,700             | 30,833             | 24,887            |
| 更埴IC - 更埴JCT     | 23,316           | 26,789             | 29,596             | 32,575             | 26,540            |

（出典：「平成17年度　道路交通センサス一般交通量調査結果（関東地方整備局ホームページ）「平成22年度道路交通センサス」・「平成27年度全国道路・街路交通情勢調査」・「令和3年度全国道路・街路交通情勢調査」（国土交通省ホームページ）より一部データを抜粋して作成）
- 令和2年度に実施予定だった交通量調査は、新型コロナウイルスの影響で延期された[11]。

2003年度JH年報
- 2002年度日平均交通量 : 30,347台（前年度比98.5%）
  - 最大 : 岡谷IC - 塩尻IC : 41,974台(99.1%)
  - 最小 : 更埴IC - 更埴JCT : 24,285台(98.5%)

## 地理

### 通過する自治体
- 全線が長野県に所在。
  - 岡谷市 - 塩尻市 - 松本市  - 安曇野市 - 松本市 - 東筑摩郡筑北村 - 東筑摩郡麻績村 - 東筑摩郡筑北村 - 東筑摩郡麻績村 - 東筑摩郡筑北村 - 東筑摩郡麻績村 - 東筑摩郡筑北村 - 東筑摩郡麻績村 - 千曲市 - 長野市 - 千曲市

### 接続する高速道路
- E19 / E20 中央自動車道（岡谷JCTで接続）
- E67 中部縦貫自動車道（松本波田道路）（松本JCTで接続：事業中）
- E18 上信越自動車道（更埴JCTで接続）

終点の更埴JCTは開通時期の関係から長野道と上信越道の上越JCT方面が本線となっており（中央分離帯にそれを示す
標識も設置されている）、上信越道の藤岡JCT方面が分岐・合流する形になっている。